# Chiave (Cortina d'Ampezzo)
Chiave (Ciae in ladino) è un piccolo villaggio facente parte del comune di Cortina d'Ampezzo, in provincia di Belluno.

## Geografia fisica
Situato alle pendici del monte Pomagagnon, a nord dell'abitato di Cortina e alcune centinaia di metri sotto il villaggio di Chiamulera, il villaggio di Chiave è distante circa 2 km dal centro di Cortina, e conta solo poche case costruite in tipico stile ampezzano, completamente circondate dai prati.

## Origini del nome
Secondo lo studioso Giuseppe Richebuono, il toponimo sarebbe ad avvicinare ad altri simili come Chiavenna, Claviere, Chiavari, tutte località alpine site all'imbocco di valli. L'etimologia sarebbe dunque da cercare in una radice preromana *clav.

## Storia
Il paese di Clavis viene citato per la prima volta nel 1214, uno dei primi della Valle d'Ampezzo. Nei secoli successivi l'importanza del centro abitato viene evidenziata dal fatto che intorno ad esso gravitino diversi masi e villaggi, alcuni dei quali oggi non più esistenti (tra parentesi la data della prima menzione): Col de Ciae (1314), Costa de Ciae (1348), Cioudiera (1314), Pian da Siede (1318), Chiamulera (1362), Śuogo (1227), Rasenà (1299) e Viśinà (1325).
Sin dal Medioevo il villaggio è sede di uno dei deceni in cui si divide la centena d'Ampezzo, la cui eredità è costituita dai moderni Sestieri d'Ampezzo, mentre partire dal 1504 compare nei documenti la Regola di Chiave (esistente ancora oggi). Questi fattori indicano l'esistenza di una comunità coesa ed organizzata, tanto che nel 1791 i suoi abitanti decidono di fondare una confraternita ed ereggono una chiesa in onore di Sant'Antonio da Padova.
Il villaggio viene scosso nel 1809 dal passaggio delle truppe napoleoniche, che incendiano molte case e la neoedificata Cappella di Sant'Antonio. Nonostante tale disastro, i suoi abitanti si riprendono presto riparando i danni cagionati della guerra.
Chiave è poi divenuto sede di uno dei sei sestieri e di una delle undici regole del territorio ampezzano; confina con i sestieri di Cortina, Cadin ed Alverà.

## Monumenti e luoghi di interesse

### Architettura religiosa
Chiesa di Sant'Antonio da PadovaLa chiesa di Sant'Antonio da Padova, la cui costruzione terminò nel 1791, fu interamente riedificata ai primi dell'Ottocento a seguito di un devastante incendio che rase al suolo l'intero abitato di Chiave. Dedicata ad Antonio di Padova, patrono di questa frazione, che ne celebra solennemente la festa il 13 giugno, la chiesetta pare protetta e racchiusa tra le antiche mura della frazione. L'impianto è classico ad un'unica navata, con il soffitto in pietra appoggiato su un largo cornicione. All'interno sono conservati due pregevoli busti lignei (il Cristo flagellato e santa Caterina), una pala di sant'Antonio dell'ampezzano Giuseppe Lacedelli e un altare ligneo riccamente lavorato del XVII secolo.